# Erjon Tola
Erjon Tola (Tirana, 15 december 1986) is een Albanees skiër. Hij nam viermaal deel aan de Olympische Winterspelen.

## Carrière
Sinds zijn zesde jaar traint hij in Italië, voornamelijk in Breuil-Cervinia. 
Hij vertegenwoordigde (als allereerste Albanees) zijn land op de Olympische Winterspelen van 2006 in Turijn. Hij was daardoor ook vlaggendrager bij de openings- en sluitingsceremonie. Op de Super-G eindigde hij als laatste en op de reuzenslalom werd hij 35ste. Op de Olympische Winterspelen van 2010 eindigde hij 48e op de slalom. Hij werd ook ingeschreven voor de Olympische Winterspelen 2014, maar kwam hier uiteindelijk niet in actie.

## Resultaten

### Olympische Spelen
| Jaar | Plaats      | Resultaten                               |
| ---- | ----------- | ---------------------------------------- |
| 2006 | Turijn      | 35e Reuzenslalom 56e Super G DNF1 Slalom |
| 2010 | Vancouver   | 48e Slalom 63e Reuzenslalom              |
| 2018 | Pyeongchang | 36e Slalom 47e Reuzenslalom              |

### Wereldkampioenschappen
| Jaar | Plaats            | Resultaten                   |
| ---- | ----------------- | ---------------------------- |
| 2013 | Schladming        | 42e Slalom 54e Reuzenslalom  |
| 2015 | Vail/Beaver Creek | 57e Reuzenslalom DNF1 Slalom |
| 2017 | Sankt Moritz      | 42e Slalom 54e Reuzenslalom  |
| 2019 | Åre               | 46e Slalom 75e Reuzenslalom  |